# ENA (canal de televisión)
ENA es un canal nacional de televisión de pago surcoreano operado por SkyTV, una compañía subsidiaria de televisión de KT SkyLife. La programación de ENA se compone de series de televisión y programas de variedades.

## Historia
Lanzado inicialmente como SkyHD en septiembre de 2003, como parte de la lista de canales de Skylife, su nombre se cambió a HDOne en septiembre de 2007 y el canal comenzó a transmitir en otros proveedores de televisión por cable. Posteriormente, en julio de 2012, pasó a llamarse Channel N. En ese momento, su programación transmitía principalmente series de televisión y películas extranjeras. El 1 de agosto de 2014 se cambió una vez más su nombre de Channel N a Sky Drama, y se dedicó a la transmisión de reposiciones de series coreanas. El 16 de marzo de 2020 Sky Drama pasó a llamarse SKY, y el 29 de abril de 2022 adoptó el nombre final de ENA, haciéndolo disponible fuera del grupo Skylife, como sus competidores B tv y U+TV.
Como justificación de este último cambio de nombre, en abril de 2022 KT Corporation anunció que el objetivo consistía en transformar el canal en una marca puntera en la televisión de pago coreana. Yoon Yong-phil, director ejecutivo de SkyTV, declaró que durante los tres años sucesivos crearía más de treinta nuevas series dramáticas para ENA y más de trescientos programas de entretenimiento para ENA y los canales operados por Sky TV.

## Programas

### Series de televisión
La serie de televisión mejor calificada de ENA es  Woo, una abogada extraordinaria, que se estrenó con una audiencia nacional del 0,9 % y alcanzó el 17,534 % en su episodio final, lo que la convirtió en la séptima serie con mayor audiencia en la historia de la televisión por cable coreana en ese momento. Recibió elogios de la crítica y fue nominada a Mejor Serie en Lengua Extranjera en los 28.º Premios Critics' Choice.
| Año     | Título                          | Período de transmisión | Período de transmisión | Horario            | Ref.   |
| Año     | Título                          | Inicio                 | Final                  | Horario            | Ref.   |
| ------- | ------------------------------- | ---------------------- | ---------------------- | ------------------ | ------ |
| 2022    | Never Give Up                   | 4 de mayo              | 23 de junio            | Miércoles y jueves | [ 7 ]  |
| 2022    | Woo, una abogada extraordinaria | 29 de junio            | 18 de agosto           | Miércoles y jueves | [ 8 ]  |
| 2022    | New Recruit                     | 23 de julio            | 20 de agosto           | Viernes y sábados  | [ 9 ]  |
| 2022    | Good Job                        | 24 de agosto           | 29 de septiembre       | Miércoles y jueves | [ 10 ] |
| 2022    | Gaus Electronics                | 30 de septiembre       | 5 de noviembre         | Viernes y sábados  |        |
| 2022    | Love Is for Suckers             | 5 de octubre           | 1 de diciembre         | Miércoles y jueves | [ 11 ] |
| 2022    | Summer Strike                   | 21 de noviembre        | 27 de diciembre        | Lunes y martes     |        |
| 2022-23 | Unlock My Boss                  | 7 de diciembre         | 12 de enero            | Miércoles y jueves | [ 12 ] |
| 2023    | Can We Be Strangers?            | 18 de enero            | 22 de febrero          | Miércoles y jueves | [ 13 ] |
| 2023    | Delivery Man                    | 1 de marzo             | 6 de abril             | Miércoles y jueves | [ 14 ] |
| 2023    | Pale Moon                       | 10 de abril            | 9 de mayo              | Lunes y martes     |        |
| 2023    | Bo-ra! Deborah                  | 12 de abril            | 25 de mayo             | Miércoles y jueves | [ 15 ] |
| 2023    | Oh! Youngsim                    | 15 de mayo             | 13 de junio            | Lunes y martes     |        |
| 2023    | Battle for Happiness            | 31 de mayo             | 20 de julio            | Miércoles y jueves | [ 16 ] |
| 2023    | Mentiras ocultas en mi jardín   | 19 de junio            | 11 de julio            | Lunes y martes     | [ 17 ] |
| 2023    | Los demás no                    | 17 de julio            | 22 de agosto           | Lunes y martes     |        |
| 2023    | Echándote de menos              | 26 de julio            | 7 de septiembre        | Miércoles y jueves | [ 18 ] |
| 2023    | New Recruit 2                   | 28 de agosto           | 12 de septiembre       | Lunes y martes     |        |
| 2023    | The Kidnapping Day              | 13 de septiembre       | 19 de octubre          | Miércoles y jueves | [ 19 ] |
| 2023    | Moon in the Day                 | 1 de noviembre         | 14 de diciembre        | Miércoles y jueves | [ 20 ] |
| 2023-24 | Tell Me That You Love Me        | 27 de noviembre        | 16 de enero            | Lunes y martes     | [ 21 ] |
| 2023-24 | Como flores en la arena         | 20 de diciembre        | 31 de enero            | Miércoles y jueves | [ 22 ] |
| 2024    | The Midnight Studio             | 11 de marzo            | 6 de mayo              | Lunes y martes     | [ 23 ] |
| 2024    | Crash                           | 13 de mayo             | 18 de junio            | Lunes y martes     | [ 24 ] |
| 2024    | Your Honor                      | 12 de agosto           | 10 de septiembre       | Lunes y martes     | [ 25 ] |
| 2024    | Querida Hyeri                   | 23 de septiembre       | 29 de octubre          | Lunes y martes     | [ 26 ] |
| 2024    | Brewing Love                    | 4 de noviembre         | 10 de diciembre        | Lunes y martes     | [ 27 ] |
| 2024-25 | Namib                           | 23 de diciembre        | 28 de enero            | Lunes y martes     | [ 28 ] |
| 2025    | Riding Life                     | 3 de marzo             | 25 de marzo            | Lunes y martes     | [ 29 ] |
| 2025    | El sabor de lo nuestro          | 12 de mayo             | 10 de junio            | Lunes y martes     | [ 30 ] |

### Entretenimiento

#### Programas en emisión
- I Am Solo (나는 SOLO; 2021 - presente).[31]
- The Hammington's Dream Closet (desde 2022).
- I Am Solo: Love Continues (desde 2022).
- Suspicious Bookstore East West South Book (desde 2022).
- HMLYCP (desde marzo de 2023).[32][33]
- Blue Marble World Tour (desde marzo de 2023).[34]

#### Programas precedentes
- Thrill King (2019).
- Doomed Marriage (2020) coproducido y transmitido junto con Channel A.
- Soo Mi's Mountain Cabin (2021) coproducido y transmitido junto con KBS2.
- Divorced Singles (돌싱글즈; 2021) coproducido y transmitido junto con MBN.[35]
- Steel Troops (2021-2022) coproducido y transmitido junto con Channel A.
- Not Hocance But Scance (2022) coproducido y transmitido junto con MBN.
- Queen of Wrestling (2022) coproducido y transmitido junto a tvN STORY.
- King of Wrestling (2022) coproducido y transmitido junto a tvN STORY.
- Campground for Learning (2022).